# Саксонский анналист
Саксо́нский аннали́ст (также Саксон Анналист; лат. Annalista Saxo) — принятое в исторической науке условное название автора анонимной средневековой компилятивной хроники, описывающей историю сначала Франкского государства, а затем Священной Римской империи в период с 741 по 1139 год. Он получил своё прозвание по главной теме, интересовавшей анналиста — истории Саксонии.
Хроника, созданная, вероятно, между 1148 и 1152 годами, сохранилась в единственной рукописи (cod. lat. 11851), в настоящее время находящейся в Национальной библиотеке Франции в Париже. Широкую известность сочинение Саксонского анналиста получило в XVI веке, когда оно было впервые опубликовано. Предположительным автором хроники считается Арнольд Нинбургский, также написавший первую часть «Деяний магдебургских архиепископов», однако в последнее время его авторство было подвергнуто серьёзному сомнению.
Хроника Саксонского анналиста входит (вместе с сочинением Ламберта Херсфельдского, «Кведлинбургскими анналами», «Хильдесхаймскими анналами», «Альтайхскими анналами» и рядом других источников) в «Херсфельдскую группу анналов», в ранних своих частях восходящих к несохранившимся до нашего времени «Херсфельдским анналам». Автор хроники использовал в своей работе большое число предшествующих ему по времени исторических источников. Наибольшие заимствования были произведены из сочинений Регино и его продолжателя, Видукинда Корвейского, Лиутпранда Кремонского, Титмара Мерзебургского, Адама Бременского, Эккехарда из Ауры, Бруно Саксонского и Козьмы Пражского, а также из «Кведлинбургских анналов» и «Хильдесхаймских анналов». Наряду с известными в оригиналах историческими источниками, в хронике Саксонского анналиста были использованы и не дошедшие до нашего времени хроники и документы, что предаёт этому сочинению особую ценность. В работе над своей хроникой автор применял основы исторического анализа: он не только компилировал сведения из различных источников, но и вносил в свой текст изменения и уточнения, почти всегда правильные, на основе изучения наиболее достоверных материалов, находившихся в его распоряжении.
Хроника Саксонского анналиста — важный исторический источник по истории Германии XI—XII веков. Наиболее ценными являются сведения о современных автору событиях. Являясь сторонником императора Лотаря II Суплинбургского, он подробно и в положительном свете описывает его правление, в то время как действия его преемника Конрада III Гогенштауфена оцениваются намного более критично. Также хроника Саксонского анналиста проявляет особый интерес к генеалогии саксонских знатных семейств и является одним из наиболее крупных в германской анналистике собраний сведений о истории Древней Руси.

## Издания
На латинским языке.
- Annalista Saxo. — Monumenta Germaniae Historica. Scriptores (in Folio) (SS). T. VI. Chronica et annales aevi Salici. — Hannover: Impensis Bibliopolii Avlici Hahniani, 1844. — S. 542—777.
- Die Reichschronik des Annalista Saxo. — Monumenta Germaniae Historica. Scriptores (in Folio) (SS). T. XXXVII. — Hannover: Hahnsche Buhhandlung, 2006. — ISBN 3-7752-5537-0.

На русском языке.
- Саксон Анналист. Хроника / Перевод с лат. и комм. И. В. Дьяконова; предисл. И. А. Настенко. — М.: «SPSL» — «Русская панорама», 2012. — 712 с. — (MEDIÆVALIA: средневековые литературные памятники и источники). — 1500 экз. — ISBN 978-5-93165-170-5.
- Сообщения хроники о Древней Руси:

- Саксонский анналист. — Древняя Русь в свете зарубежных источников: Хрестоматия. Том IV. Западноевропейские источники. — М.: Русский Фонд Содействия Образованию и Науке, 2010. — С. 225—236. — 512 с. — ISBN 978-5-91244-013-7.

- Перевод издания в Monumenta Germaniae Historica 1844 года:

- Саксонский анналист. Годы 745—1039. Восточная литература. Дата обращения: 19 декабря 2010.
- Саксонский анналист. Годы 1040—1107. Восточная литература. Дата обращения: 19 декабря 2010.